# Sư đoàn 395, Quân đội nhân dân Việt Nam
Sư đoàn 395 là một sư đoàn bộ binh của Quân khu 3 Quân đội nhân dân Việt Nam, tiền thân là sư đoàn 325B của quân khu Tả ngạn thành lập ngày 26 tháng 12 năm 1974. Tại Đồi Ngô - Lục Nam – Bắc Giang ở giai đoạn cuối của cuộc chiến tranh chống Mỹ
Nhiệm vụ của sư đoàn: huấn luyện chi viện cho chiến trường. Bước vào cuộc chiến đấu bảo vệ biên giới phía Bắc, sư đoàn được giao nhiệm vụ trên hướng chủ yếu của đặc khu Quảng Ninh và đã hoàn thành xuất sắc nhiệm vụ. Hiện nay sư đoàn năm trong đội hình quân khu 3. Là một trong những đơn vị bộ binh mạnh của Quân khu 3, và toàn quân. Sư đoàn đã tham gia chiến tranh biên giới phía Bắc với Trung Quốc.

## Tổ chức, biên chế
- Trung đoàn Bộ binh 8: Tiền Hải - Thái Bình
- Trung đoàn Bộ binh 2: Chí Linh - Hải Dương
- Trung đoàn Bộ binh 43: Hải Hà - Quảng Ninh
- 7 tiểu đoàn trợ chiến

## Lãnh đạo hiện nay
Sư đoàn trưởng: Đại tá Nguyễn Huy Toàn
Chính ủy: Đại tá Lê Hồng Thắng
Phó sư đoàn trưởng, Tham mưu trưởng: Đại tá Nguyễn Thành Lụy
Phó Sư đoàn trưởng: Đại tá Nguyễn Văn Tiệp
Phó Chính ủy: Đại tá Đỗ Trung Kiên

## Lịch sử
Ngày 26 tháng 12 năm 1974, Thường vụ Đảng ủy Quân khu 3 họp ra nghị quyết thành lập các sư đoàn chủ lực của Quân khu. Sư đoàn 395 phụ trách có nhiệm vụ huấn luyện chi viện cho chiến trường miền Nam.
Sư đoàn 395 được xác định là sư đoàn cơ động của Quân khu 3 và của Bộ Quốc phòng.